# فرناندو ألفاريز
فرناندو ألفاريز (بالإنجليزية: Fernando Alvarez؛ بالإسبانية: Fernando Alvarez) هو مدرب خيول وفارس تشيلي وأمريكي، ولد في 30 أغسطس 1937 في سانتياغو في تشيلي، وتوفي في 27 يونيو 1999.